# Crédibilité
Le terme de crédibilité renvoie à la situation où un individu s'interroge sur la véracité d'un document, d'une donnée ou d'une affirmation auquel il a ou non accès.
Une information, une donnée, un « dire », un document, une statistique, une expertise, etc. sera jugé plus ou moins crédible selon l'idée que le récepteur se fait du niveau de véracité et/ou de vérifiabilité, de preuves de sa source et de son vecteur, et par extension, du niveau général de confiance qu'il place dans la personne, l'institution ou l'entité source ou vecteur de l'information.
La crédibilité d'un acteur, d'un certificat ou d'un label, d'une évaluation ou de toute assertion dépend de la valeur de ses informations, affirmations, avis et conseils qui y sont associés. Elle est en partie le résultat d'une perception et dans certains cas d'incertitudes inévitables (dans le domaine de la prospective par exemple).
La crédibilité en relations internationales est la probabilité perçue qu'un dirigeant ou un État donne suite aux menaces et aux promesses qui ont été faites. La crédibilité est un élément clé de la coercition (c'est-à-dire la contrainte et la dissuasion), ainsi que du fonctionnement des alliances militaires. La crédibilité est liée à des concepts tels que la réputation (comment le comportement passé façonne les perceptions des tendances d'un acteur), et la résolution (la volonté de rester ferme tout en encourant des coûts). La réputation de détermination peut être un élément clef de la crédibilité, mais la crédibilité dépend également fortement du contexte.

## Les champs de la crédibilité

### Crédibilité des évaluations et assertions
L'émergence du besoin de qualification de systèmes complexes (dont récemment pour l'évaluation environnementale, du climat ou concernant la biodiversité) a induit une demande de critères rigoureux, qui respectent les normes traditionnelles de la recherche, tout en admettant des marges d'incertitudes importantes (nul ne peut prétendre pouvoir mesurer ou connaitre toute la biodiversité dans les délais nécessaires aux prises de décisions la concernant).

Outre les classiques critères de fiabilité, apparaissent des critères plus complexes d'« authenticité » relatifs aux hypothèses posées par les nouveaux paradigmes de biosphère, interactions Homme-Climat, etc. S'y ajoutent des critères sociaux et éthiques, particulièrement importants dans le champ de la gouvernance (locale à mondiale) et de la moralisation du commerce et des échanges. Dans ce contexte, la transparence apparait importante, et l'Open data, l'open source et les approches collaboratives permettent d'améliorer la qualité et la rapidité des vérifications ou corrections indépendantes.
Cependant, si les calculs de marges d'incertitudes peuvent a priori être réduites par des systèmes statistiques affinées, ces derniers doivent être crédibles, notamment quand ils émanent des collectivités et autorités administratives. À titre d'exemple, dès les années 1990, l'ONU alertait sur le fait que dans le domaine des métaux « La compression des dépenses publiques, la déréglementation, la privatisation et la tendance générale à limiter l'intervention de l'État ont, dans bien des cas, amoindri l'efficacité des organismes publics chargés d'établir et de publier des statistiques » et que de plus, « la concurrence internationale s'avivant, les producteurs sont de plus en plus soucieux de préserver le secret commercial et ne veulent pas que soient divulgués des renseignements top précis sur leurs activités. pour certains pays où il n'y a que quelques entreprises, on ne possède pas de données détaillées ».

### Crédibilité relative à la nature des assertions
La crédibilité concerne tant des affirmations et preuves quantitatives, que qualitatives, juridiques, sanitaires, sociales, et plus récemment, avec le développement du commerce éthique et de la responsabilité sociale et environnementale, environnementale et éthique.
Elle porte de plus en plus sur tout ou partie d'aspects juridiques (commerce équitable), économiques et sociaux (responsabilité sociale, socio-certification) ou environnementale (écocertification).

### Crédibilité et certification
La crédibilité est essentielle à tout système de certification volontaire, car celui-ci repose toujours sur la confiance entre les acteurs (acheteurs, vendeurs, donneurs d'ordre, etc.).
Dans les systèmes complexes ou mondialisés où les acteurs situés aux extrémités des chaines commerciales (producteurs, consommateur final) ne se connaissent pas et se rencontrent jamais ou très peu souvent, ou lorsque le client ne peut juger le système et tous ses enjeux et conséquences, la crédibilité repose sur un « système de preuves » et sur la validation et le contrôle de ce système tout au long de la chaine par un tiers « certificateur » indépendant. 
Ce certificateur doit vérifier - pour le compte du client - que les acteurs d'une chaine (producteur, vendeur, transformateurs et autres intermédiaires) font ce qui est dit (dans un référentiel, qui doit donc être clair et disponible) et disent ce qu'ils font (dans ce même référentiel, ou dans d'autres documents contractuels tels que le cahier des charges de la certification ou du produit ou service. Un ou plusieurs indicateurs d'évaluation doivent être associés à chaque item, pour permettre au certificateur d'évaluer si chaque cible et atteinte. Dans les domaines techniques et environnementaux, des « critères de scientificité » apparaissent aussi, ainsi que des critères éthiques par exemple validés par des comités éthiques consultatifs ou des éthiciens sollicités pour la circonstance, en particulier dans les domaines de la santé, de l'environnement, du commerce et de la commande publique éthique.
Dans certains domaines (la certification forestière par exemple), l'industrie, de grandes ONG et/ou certains gouvernements ont défini les bases minimales de la crédibilité d'une certification. « Les textes officiels, comme les Propositions d’action du Groupe intergouvernemental spécial sur les forêts (IPF) et la Politique forestière de la Banque mondiale ainsi que les critères des ONG (FERN, 2001), mentionnent tous les éléments indiqués ci-dessous, à savoir les normes fondées sur des performances minimales, la participation équilibrée, la transparence, la cohérence et la réplicabilité ». L'IPF  distingue nettement les critères et indicateurs destinés à aider les États à suivre la gestion des forêts, et ceux qui peuvent être utilisés pour la certification des forêts. Pour l'IPF les critères et indicateurs visaient initialement à promouvoir et de suivre la gestion forestière durable et non pas à imposer des systèmes de certification des produits forestiers. Ce n'étaient pas des normes de performance, telles qu'il en faut pour certifier la gestion à un niveau quelconque.

Le Comité des forêts de la FAO, l’Union européenne et la Banque mondiale ou encore le réseau d'ONG FERN se sont fait l'écho de cette déclaration, estimant tous que de nombreux critères et indicateurs peuvent faciliter le suivi d'aspects pertinents de la gestion forestière, mais que les normes de certification pour être crédibles doivent toujours être fondées sur les performances.

## La crédibilité: critère interdisciplinaire

### Dans le domaine de la psychologie sociale
Le terme "crédibilité" vient des pays anglo-saxons et du domaine de la psychologie sociale.
En 1951 il a été défini par Hovland et Weiss comme d'une "dissociation opérée par les récepteurs d'un message entre contenu et source". Leurs travaux ont relevé l'influence des caractéristiques de la source plus que du contenu.
Cette définition canonique a servi de référence pour tous les travaux ultérieurs sur le sujet. Elle n'est pas discutée mais remise en question aujourd'hui quant à son utilisation dans le contexte de la communication dans les médias numériques. Le critère de crédibilité y est privilégié car les sources sont difficilement identifiables.

### Dans le domaine de l'interactionhumains-machines
B.J. Fogg et son équipeont établi deux typologies de crédibilité : celle qui concerne les objets (source, auteur, support et document) et celle qui se décompose en différents types (crédibilité présumée, réputée, de surface ou d'expérience). Psychologue expérimental, il a été le premier à parler de "crédibilité web" en 1999. Il parle de conceptions de technologies capables d'influer sur les attitudes et comportements de leurs usagers. Il a dressé cette liste de critères (cf. plus haut) mais l'expérience lui a montré que les critères de crédibilité déterminants n'étaient pas ceux qui avaient attrait au contenu informationnel ou à la source mais bien ceux relatifs aux aspects visuels du site.
L'équipe du Credibility Lab de l'Université de Stanford a recueilli des données de plusieurs milliers d'utilisateurs et constatent que le grand public emploie des critères très peu fiables pour juger les sites web. Ainsi les internautes accordent plus facilement leur confiance aux aspects visuels comme l'apparence du site, sa mise en page, sa typographie, ses images, les espaces blancs...

### Dans le domaine de la recherche
L'efficacité, la signifiance et la pertinence de la Recherche fondamentale, interprétative et appliquée passent par la rigueur et la crédibilité des sources et des résultats, ce qui n'exclut pas une approche éthique et de vulgarisation. 
On parle notamment de transférabilité, constante interne et fiabilité; Pour cela de nombreux dispositifs d'évaluation et de certification des chercheurs et enseignants-chercheurs, des laboratoires, des protocoles expérimentaux ou des systèmes de saisie ou de mesure existent. La triangulation des sources, la relecture et la critique par des pairs est un des moyens d'améliorer la fiabilité d'un travail. L'énonciation du contexte, des présupposés facilite la détection d'éventuels biais dans les résultats.

### Dans le domaine des sciences de la communication
En 2003, Metzer et une équipe de chercheurs en science de la communication recensent les travaux sur la crédibilité web dans ce domaine pour la première fois. Ils y constatent que les consommateurs ne distinguent pas la source du message (l'émetteur) du canal de diffusion du message. Le médium est important dans ce domaine dans un contexte d'avénement de la télévision.
Metzger et Flanagin synthétise ensuite les deux types de stratégies d'évaluation prenant en compte le critère de crédibilité web. Ils distinguent la stratégie analytique qui traite les informations en profondeur (vérification des faits, crédibilité de l'auteur...) à la stratégie heuristique rapide et superficielle (éléments formels ou visuels du site, intuitions...).

### Dans le domaine des sciences de l'information
L'utilisation du critère de crédibilité a été renforcée avec l'avènement du numérique. C'est ce que considèrent certains chercheurs en sciences de l'informationqui préfèrent le terme "crédibilité" à celui de pertinence précédemment développé en sciences de l'information.
Les deux termes sont proches mais ne désignent pas les mêmes besoins. On note encore aujourd'hui la coexistence de ces deux critères dans le champ de la recherche informationnelle, la crédibilité apparaissant toutefois comme une "variable essentielle" avec l'apparition du web.
Alexandre Serres (maître de conférence en sciences de l'information et de la communication et spécialiste de l'évaluation de l'information) note la complexité de la notion de crédibilité. Elle n'est pas synonyme de pertinence ni de vérité mais elle est la première condition de l'autorité. Elle est un sentiment plus qu'une qualité factuelle. Elle est toujours à construire et s'approche de la fiabilité.

## Le jugement de crédibilité
Dans les sciences de l'information, le terme "crédibilité" existait déjà dans la liste des critères de pertinence des années 1990. Les chercheurs en SIC employaient plutôt des termes synonymes comme "qualités de l'information" ou "autorité cognitive". La notion d'"autorité cognitive" a été développée par Patrick Wilson en 1983. Nicole Boubée en rappelle la définition comme d'une "autorité attribuée à ceux qui semblent savoir de quoi ils parlent ou ceux dont les opinions sont compatibles avec les valeurs de celui qui attribue la crédibilité". Ceux-là deviennent alors des "autorités cognitives".
Les sciences de l'information ont essayé de théoriser le jugement de crédibilité en lui attribuant trois niveaux : les constructs (niveau abstrait), le niveau heuristique (niveau opérationnel) et un niveau qui prend en compte l'interaction avec les objets informationnels (contenu, source, apparence ...).
Il y a toujours aujourd'hui des chevauchements conceptuels entre autorité cognitive et crédibilité . La profusion des théorisations sur la crédibilité et la pertinence est propre aux sciences humaines et sociales. Selon Nicole Boubée, vouloir unifier les concepts est vain et certainement dépassé par les questions éthiques qui émergent avec la recherche d'information sur le web.

## Enjeux
Tout défaut de crédibilité ou erreur de gestion dans ces domaines peut affecter l'image de marque d'une entreprise, et comporter un risque de réputation préjudiciable à la crédibilité de l'organisation et à la confiance des clients.
De plus, dans le cadre d'une phase de recherche d'information, Brigitte Simonnot ( Enseignante chercheuse en SIC au Centre de Recherche sur les Médiations) affirme que sur le Web, on rencontre un problème lié à la crédibilité et à la valeur des informations qui y sont publiées. Les moteurs de recherche utilisent un indice de popularité des pages et un indice de popularité des sites pour pallier cela (proportion de liens qui renvoient vers une des pages du site) . Mais ces deux méthodes ont tendance à pénaliser les nouvelles ressources qui n'ont pas eu le temps de gagner en popularité. Ce qui constitue un véritable enjeu sur la crédibilité et la fiabilité des résultats présents lors d'une requête, en retirant une part d'informations qui pourraient être pourtant très pertinente.

## Critères de confiance
On remarque que de nombreux sondages ont montré une crédibilité décroissante des médias, des pouvoirs publics, élus et gouvernements ou de la plupart de leurs représentants (même le ministre de l'environnement n'est pas jugé une source fiable en matière d'environnement) dans le domaine de l'environnement, de la sécurité alimentaire et sanitaire, voire de l'économique (cf. scandales financiers et boursiers impliquant des délits d'initiés et certains cabinets conseils et d'évaluation..). 
C'est aussi le cas de l'industrie, de l'agriculture, de la foresterie..
C'est pourquoi la certification crédible repose généralement sur un « tiers » qu'on veut le plus indépendant et libre possible, gage de confiance. 
Des organismes d'accréditation sélectionnent des certificateurs présentant des garanties minimales, de compétence notamment.
L'idée de crédibilité autrefois associée au sérieux de l'acteur est de plus en plus associée à celle d'indépendance mais aussi de transparence (dans le fonctionnement, dans les rémunérations..)
À titre d'exemple, Wikipédia se veut être un projet encyclopédique libre mais crédible, avec les limites indiquées par le projet lui-même (via le lien "avertissement" présent en bas de chaque page. Cette crédibilité est notamment assurée par le sourçage des informations, leur vérifiabilité et les demandes de références, et la vérification par un grand nombre de personnes.
Une censure plus drastique doit donc indiquer la crédibilité des messages médiatiques par une notation, indiquant ce qui doit être interdit de penser, de dire, de faire.